# FLOT1
La flotilina-1 es una proteína que en humanos está codificada por el gen FLOT1.
Las caveolas son pequeños dominios en la membrana celular interna involucrados en el tráfico vesicular y la transducción de señales. FLOT1 codifica una proteína de membrana integral asociada a caveolas.  No se ha determinado la función de la flotilina 1.

## Interacciones
Se ha demostrado que FLOT1 interactúa con SORBS1 .